# OSI (együttes)
Az OSI (Office of Strategic Influence) egy USA-ból származó progresszívrock-zenekar.
A zenekart a Fates Warning, a Dream Theater és a Chroma Key együttesek tagjai alkotják. 2002-ben alakultak. A Dream Theater-höz hasonlóan az OSI is progresszív metalt játszik. Eredetileg csak mellék-projektként indultak, de az évek során komoly zenekarrá nőtték ki magukat. A mai napig négy stúdióalbumot jelentettek meg.

## Tagok
Jelenlegi tagok
- Jim Matheos – gitár, basszusgitár
- Kevin Moore – ének, billentyűk

Korábbi tagok
- Mike Portnoy – dob (2002–2006)

## Diszkográfia
- Office of Strategic Influence (2003)
- Free (2006)
- Blood (2009)
- Fire Make Thunder (2012)